# Clasificación de caracteres chinos

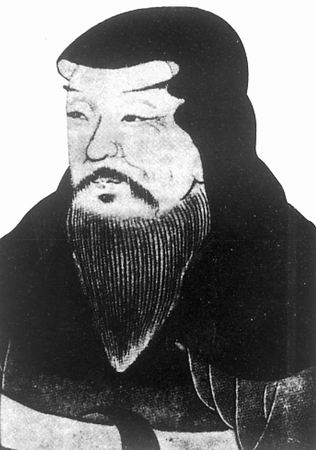
La clasificación de caracteres chinos original en seis categorías (六書) proviene de Xú Shěn (许慎), autor de Shuowen Jiezi, aunque en la actualidad los académicos siguen una clasificación de menos categorías.

Todos los  caracteres chinos o sinogramas son logogramas, pero hay muchos tipos derivados. Estos incluyen un puñado que se derivan de pictogramas(象形 pinyin: xiàngxíng) y un número de los cuales son ideográficos (指事 zhǐshì) en su origen, pero en su gran mayoría se originaron en compuestos  fono-semánticos (形聲 xíngshēng). En la literatura antigua, los sinogramas en general pueden ser referidos como ideogramas, debido a la idea errónea de que los caracteres representan ideas directamente, mientras que de hecho lo hacen tan solo a través de asociación con la palabra hablada. Este artículo cubre por lo tanto el origen de estos sinogramas logográficos, no su función actual en el sistema de escritura chino.

## Clasificación tradicional
La  lexicografía china tradicional divide los sinogramas en seis formas (六書 liùshū "Seis Escrituras"), las cuales están descritas más abajo. Esta clasificación es atribuida a menudo al segundo diccionario de Xu Shen, Shuowen Jiezi, pero ha sido datada más tempranamente. La primera mención del trabajo de Zhou Li Dinastía Zhou tardía, y los seis tipos son listados en el Hanshu del siglo I a. C., y en Zheng Zhong (鄭眾) acotado por Zheng Xuan (鄭玄) en su comentario del siglo I Zhou Li, sin embargo los detalles varían. La clasificación tradicional se enseña todavía, pero ya no es el enfoque de la práctica lexicográfica moderna. Algunas categorías no están claramente definidas, ni son mutuamente excluyentes: los cuatro primeros se refieren a la composición estructural, mientras que los dos últimos se refieren al uso. Por esta razón, algunos estudiosos modernos ven como seis principios de la formación del carácter en lugar de seis tipos de caracteres.
Los primeros corpus importante, extensos de sinogramas se encuentran en caparazones de tortuga y huesos de ganado, principalmente la escápula de bueyes, para su uso en piromancia, una forma de adivinación. Estos antiguos caracteres son llamados huesos oraculares. Aproximadamente una cuarta parte de estos caracteres son pictogramas, mientras el resto están compuestos fono semánticos o ideogramas compuestos. A pesar de milenios de cambios en la forma,  uso y significado, algunos de estos caracteres siguen siendo reconocibles para el lector moderno de China.
En la actualidad, más de 90% de los sinogramas son compuestos fono semánticos, construidos con elementos destinados a facilitar pistas sobre el significado y la pronunciación. Sin embargo, como el significado y la pronunciación de los caracteres ha cambiado con el tiempo, estos componentes ya no son guías confiables de pronunciación o significado. La incapacidad de reconocer el papel histórico y etimológico de estos componentes a menudo conduce a la clasificación y etimología popular.Un estudio de las primeras fuentes (la secuencia de comando de huesos oraculares y la escrituras de bronce de la dinastía Zhou  ) a menudo es necesario para la comprensión de la verdadera composición y etimología de carácter particular. Reconstrucción de fonología media  y antigua de las pistas en caracteres es parte de la lingüística histórica China. En chino, se denomina Yinyunxue (音韻學 "Estudios de los sonidos y de las rimas")

### Pictogramas
Cerca de 600 sinogramas son pictogramas dibujados estilizadamente (象形 xiàng xíng, "imitación de formas") — de los objetos que ellos representan . Estos están dentro de los sinogramas más antiguos.  Unos pocos , indicados más abajo como primeras formas, se remontan a huesos oraculares desde el siglo XII a. C..
Estos pictogramas se hicieron progresivamente más estilizados y perdieron su sabor pictográfico, especialmente como hicieron la transición desde la escritura de hueso oracular a la escritura de sello de los Zhou oriental, pero también en menor medida en la transición a la secuencia de escritura clerical de la dinastía Han. La siguiente tabla resume la evolución de algunos caracteres pictográficos chinos.
| Hueso oracular | Escritura de sello | Escritura clerical | Escritura semicursiva | Escritura cursiva | Escritura regular (Tradicional) | Escritura regular (simplificado) | Pinyin | Significado  |
|                |                    |                    |                       |                   |                                 |                                  | rì     | Sol          |
|                |                    |                    |                       |                   |                                 |                                  | yuè    | Luna         |
|                |                    |                    |                       |                   |                                 |                                  | shān   | Montaña      |
|                |                    |                    |                       |                   |                                 |                                  | shuǐ   | Agua         |
|                |                    |                    |                       |                   |                                 |                                  | yǚ     | Lluvia       |
|                |                    |                    |                       |                   |                                 |                                  | mù     | Madera       |
|                |                    |                    |                       |                   |                                 |                                  | hé     | Arroz        |
|                |                    |                    |                       |                   |                                 |                                  | rén    | Persona      |
|                |                    |                    |                       |                   |                                 |                                  | nǚ     | Mujer        |
|                |                    |                    |                       |                   |                                 |                                  | mǔ     | Madre        |
|                |                    |                    |                       |                   |                                 |                                  | mù     | Ojo          |
|                |                    |                    |                       |                   |                                 |                                  | niú    | Vaca         |
|                |                    |                    |                       |                   |                                 |                                  | yáng   | Cabra        |
|                |                    |                    |                       |                   |                                 |                                  | mǎ     | Caballo      |
|                |                    |                    |                       |                   |                                 |                                  | niǎo   | Pájaro       |
|                |                    |                    |                       |                   |                                 |                                  | guī    | Tortuga      |
|                |                    |                    |                       |                   |                                 |                                  | lóng   | Dragón chino |
|                |                    |                    |                       |                   |                                 |                                  | fèng   | Fénix chino  |

### Ideogramas simples
Ideogramas (指事 zhǐ shì, "indicación") expresan una idea abstracta a través de una forma icónica, incluyendo modificaciones icónicas de sinogramas. En los ejemplos citados más abajo, números bajos están representados por el número de trazos, direcciones por una indicación icónica arriba y debajo de una línea y las partes de un árbol marcando la parte apropiada de un pictograma de un árbol.
| Carácter   | 一  | 二  | 三   | 上     | 下    | 本   | 末    |
| Pinyin     | yī  | èr  | sān  | shàng  | xià   | běn  | mò    |
| Traducción | uno | dos | tres | arriba | abajo | raíz | ápice |

### Tonos del pinyin
El idioma Chino o mandarín es una lengua tonal, tiene variaciones al pronunciarlo, pues tiene tonalidades que para algunas personas les puede ser difícil de entender y de hablar. La parte escrita de por sí es confusa, la parte de la pronunciación y auditiva puede ser un poco más difícil. A estos sonidos se les llama "tonos". Tradicionalmente el idioma toma 4 tonos distintos y para poder reconocerlos más fácilmente se dibujan como un pentagrama. 
| Tono       | -    | ´      | ∨       | `       |
| Pinyin     | Mā   | Má     | Mǎ      | Mà      |
| Carácter   | 妈   | 麻     | 马      | 骂      |
| Traducción | Mamá | Cáñamo | Caballo | Regañar |

Se toma la sílaba "Ma" porque es de las más fácil de poder pronunciar y donde se puede escuchar la diferencia, pero igualmente tiene otras variaciones de tonalidades. Las tonalidades son esenciales para poder hacerse entender. Si no, se pueden crear malentendidos que más vale evitar.
Cuando se empieza a estudiar el mandarín es muy común que cueste dificultad poder entender cada palabra pues se necesita primero aprender tonos, caracteres, traducción y el sentido del contexto que se le quiere dar, pero no es imposible.

### Compuestos ideogramáticos
En los compuestos ideogramáticos (會意 huì yì, "significados asociados"), también llamados compuestos asociativos o agregados lógicos, dos o más caracteres pictográficos o ideográficos se combinan para sugerir un tercer significado. Por ejemplo, la caracterización 各 gè originalmente significaba "arribar" (hoy en día se lo reconoce bajo la acepción de "cada uno"). La forma de hueso oracular de este compuesto, muy similar al moderno glifo, muestra 夂 un pie (la forma invertida de 止 zhǐ, originalmente un pie) en un objeto amurallado (凵 o 口), quizás una vivienda. El sentido de "llegar", por lo tanto, se sugiere conjuntamente como un paso por la puerta.
Como estos sinogramas se hicieron más estilizados con el tiempo, uno o más de los componentes a menudo fueron comprimidos o abreviados. Por ejemplo, el carácter 人 humano se redujeron a 亻, agua 水 氵 y hierba 艸 a 艹.
No está claro si un vínculo lógico induce una disposición de carácter, o lo contrario, la asociación siendo un artefacto mnemónico de verdad holgada. La yuxtaposición de mujer y el niño podría interpretarse también como "amor maternal" o "debilidad". Mientras que los compuestos ideogramáticos son en general no es muy común, que forman la mayoría de los kokuji acuñado por los japoneses , como estos se acuñaron de la expresión de palabras japonesas nativas, para las cuales no funcionaban lecturas a préstamo existentes (chinas) .
Algunos otros ejemplos:
| 木2 = 林 lín           | 木3 = 森 sēn          | 人×木 = 休 xiū                               |
| dos árboles → arboleda | tres árboles → bosque | un hombre apoyado contra un árbol → descanso |

| 隹3×木 = 雧(集) jí                    | 隹2×又= 雙 shuāng                 | 女×子 = 好 hǎo                | 爪×木 = 采 (採) cǎi              |
| tres pájaros en un árbol* → se reúnen | dos pájaros a la derecha → pareja | una mujer con un niño → bueno | una mano en un arbusto → cosecha |

| 木2×火 = 焚 fén         | 禾×龜 = 龝(秋) qiū    |
| madera en fuego → Quema | grano y fuego → Otoño |

*Tempranas formas de  集 ("estar juntos") mostraban tres pájaros (隹) en un árbol.

### Caracteres Rebus (préstamo fonético)
Jiajie (假借 jiǎjiè, préstamos; haciendo uso de) son caracteres que son prestadas para escribir otro morfema homófono o cerca de ser homófono. Por ejemplo, el carácter來 fue originalmente un pictograma de una planta de trigo y significaba*mlək "trigo". Como esto era pronunciado de manera similar a la vieja palabra china *lai "llegar", 來 también fue usado para escribir este verbo. Eventualmente se convirtió en el uso más común, el verbo venir, como la lectura de forma predeterminada del carácter 來, y el nuevo carácter  麥 fue ideado para el trigo. (Las pronunciaciones modernas son lái y mài.) Cuando un carácter se utiliza como un jeroglífico de esta forma, se llama un jiajiezi 假借字 (lit. "carácter de préstamo ") (en Wade-Giles "chia-chie" o  "chia-chieh"), traducido como  "carácter fonético prestado" o  "carácter rebus".
Como en los jeroglíficos egipcios y la escritura cuneiforme sumeria, los primeros caracteres chinos utilizaron los rebuses para expresar significados abstractos que no eran fácilmente representados. Así muchos caracteres se mantuvieron por más de una palabra. En algunos casos sería asumir totalmente el uso prolongado, y se creará un nuevo carácter para el significado original, generalmente modificando el carácter original con un radical (determinativo). Por ejemplo, 又 yòu originalmente significaba "mano derecha; derecha" pero fue tomado para escribir la palabra abstracta yòu " nuevamente; además". En uso moderno , el carácter 又 exclusivamente representa yòu "nuevamente " mientras  右, que agrega el "radical bucal" 口 a 又, represena yòu "derecha". Este proceso de desambiguación gráfica es una fuente común de caracteres compuestos fono-semánticas.
| Pictografo o ideografo | Palabra Rebus              | Palabra original         | Carácter nuevo para palabra original |
| ---------------------- | -------------------------- | ------------------------ | ------------------------------------ |
| 四                     | sì "cuatro"                | sì "fosas nasales"       | 泗 (mucosas; resuello)               |
| 枼                     | yè "plana y delgada"       | yè "hoja"                | 葉                                   |
| 北                     | běi "norte"                | bèi "atrás (del cuerpo)" | 背                                   |
| 要                     | yào "pedir"                | yāo "cintura"            | 腰                                   |
| 少                     | shǎo "pocos"               | shā "arena"              | 沙 y 砂                              |
| 永                     | yǒng "Para o por siempre " | yǒng "nadar"             | 泳                                   |

Mientras que la palabra jiajie proviene de la  Dinastía Han, el concepto relacionado tongjia (通假 tōngjiǎ "préstamo intercambiable") se usó por primera vez en la Dinastía Ming. Los dos términos se utilizan como sinónimos, pero hay una diferencia lingüística entre jiajiezi ser un carácter de préstamo fonético para una palabra que originalmente no tenía un carácter, como el uso de 東 "una bolsa atada en ambos extremos"  para dōng "este", y tongjia siendo un carácter intercambiable para un carácter homófono,  como el que se usa en  蚤 zǎo "mosca" para 早 zǎo "tempranamente".

"Uno de los más peligrosos bloques de tropiezos en la interpretación de los textos de pre-Han es la frecuente aparición de los  jiajie, caracteres de préstamo."
Bernhard Karlgren (1968:1)

### Caracteres compuestos fono-semánticos
- 形聲 xíng shēng "forma y sonido " o  諧聲 xié shēng "acuerdo de sonido"

Son llamados a menudo caracteres  radical-fonéticos. Ellos conforman la mayoría de los caracteres chinos, más de un 90%, y son creados por la combinación de un rebus con un  determinativo—es decir, un carácter con aproximadamente la pronunciación correcta (elemento fonético , similar a un complemento fonético) con uno de un número limitado de caracteres determinantes que suministra un elemento de significado (el elemento semántico, llamado un radical, el cual siglos antes fue usado para organizar los caracteres en un diccionario). Como en la antigua escritura egipcia, tales compuestos eliminan la ambigüedad causada por préstamos fonéticos (arriba). Compuestos fono semántica aparecieron antes el primer escrito chino atestiguado sobre huesos oraculares de la dinastía Shang.
Más a menudo, el radical está en un lado (a menudo de la izquierda), mientras que la fonética está al otro lado (a menudo el derecho), como en 沐 = 氵 "agua" + 木 mù. También es común para los elementos semánticos y fonéticos ser apilados unos sobre otros, como en 菜 = 艹 "planta" + 采 cǎi.　Más raramente, la fonética se puede colocar en la semántica, como en 園  = 囗 "encierro" + 袁, or 街 =  行 "go, movimiento" + 圭. Combinaciones más complicadas existen , como 勝 = 力 "fuerza" + 朕, en la que la semántica está en el cuadrante inferior derecho, y la fonética en los otros tres restantes cuadrantes.
Este proceso se puede repetir, con un carácter compuesto fono-semántico propiamente dicho utilizado como fonética en una más compuesto, que puede resultar en caracteres muy complejos, tales como 劇 (豦 = 虍 + 豕, 劇 = 刂 + 豦).

#### Ejemplos
Por ejemplo, un verbo que significa lavarse uno mismo es pronunciado mù. Aunque es difícil dibujar, resulta lo mismo que palabra árbol mù escrita con el pictograma simple ま de sonido. El verbo mù podría simplemente han escrito ま, como árbol, pero para eliminar la ambigüedad, se combinó con el carácter de agua, dando una idea del significado. El carácter resultante llegó a escribirse 沐 mù   lavarse el cabello (propio) .  Similarmente el determinativo de agua se combinó con  林 lín "maderas" para producir el homófono relacionado con agua   淋 lín "verter".
| Determinativo | Rebus  | Compuesto                 |
| ------------- | ------ | ------------------------- |
| 氵 agua       | 木 mù  | 沐 mù "lavarse uno mismo" |
| 氵 agua       | 林 lín | 淋 lín "verter"           |

Sin embargo, el componente fonético no siempre es tan sin sentido como este ejemplo sugiere . Los Rebuses fueron elegidos a veces que eran compatibles semánticamente así como fonéticamente. A menudo también es el caso de que el determinativo simplemente limitaba el significado de una palabra que ya tenía varios. 菜 cài vegetal es un caso puntual. El determinativo 艹  para las plantas se combinó con la cosecha de cǎi 采. Sin embargo, 采 cǎi no solo proporciona la pronunciación. En textos clásicos también fue utilizado en el sentido de vegetales. Es decir, 采 sufrió una extensión semántica de cosecha de vegetales, y la adición de 艹 simplemente especificaba el significado de este último en que debió entenderse.
| Determinativo | Rebus                     | Compuesto        |
| ------------- | ------------------------- | ---------------- |
| 艹 planta     | 采 cǎi "cosecha, vegetal" | 菜 cài "vegetal" |

Algunos ejemplos adicionales:
| Determinativo | Rebus   | Compuesto                                |
| ------------- | ------- | ---------------------------------------- |
| 扌 mano       | 白 bái  | 拍 pāi "aplaudir, golpear (con el puño)" |
| 穴 cavar en   | 九 jiǔ  | 究 jiū "investigar"                      |
| 日 sol        | 央 yāng | 映 yìng "reflexión"                      |

#### Cambio de sonidos
Caracteres compartiendo la misma fonética tenían originalmente lecturas similares, aunque ahora han divergido considerablemente. Lingüistas dependen en gran medida de este hecho para reconstruir los sonidos de la antigua China – vea fonología histórica de China. Pronunciaciones extranjeras contemporáneos (pronunciación Sino xénico) de caracteres se utilizan también para reconstruir los antiguos chinos, principalmente Chino medio.
Cuando la gente intenta leer un carácter de dos partes de las que son ignorantes, por lo general siguen la sabiduría popular de  you bian du bian (有邊讀邊) "lea lateralmente " y toman uno de los componentes fonéticamente, lo que con frecuencia resulta en errores.

#### Simplificación
Dado que los elementos fonéticos de muchos caracteres representan ya no precisa su pronunciación, cuando la República Popular de China empezó a usar caracteres simplificados, a menudo sustituyó una fonética que era no solo más fácil de escribir, pero más preciso para una lectura moderna en mandarín, también. A veces esto ha resultado en formas que son menos fonéticas que las originales en variedades de chino que no sean de mandarín..
| Carácter tradicional | Carácter tradicional | Carácter tradicional |
| Determinativo        | Rebus                | Compuesto            |
| -------------------- | -------------------- | -------------------- |
| 金 oro               | 童 tōng              | 鐘 zhōng "campana"   |

| Carácter simplificado | Carácter simplificado |
| Nuevo rebus           | Nuevo compuesto       |
| --------------------- | --------------------- |
| 中 tōng               | 钟 zhōng              |

### Cognados derivados
El cognado derivado (轉注 zhuǎn zhù, "significado reciproco") es una clasificación de valor puramente histórico, y es el menos comprendido de los principios de la formación de caracteres de liushu . Puede referirse a caracteres que tienen significados similares y a menudo la misma raíz etimológica, pero que han divergido en pronunciación y significado. Las palabras en español chance  y cadencia encajarían este patrón, como comparten una raíz común latina,cadentia "(a) caída". Si el español fuera escrito de la misma forma que el chino es, estas dos palabras tendrían caracteres similares.
Los caracteres  老 lǎo "viejo" y 考 kǎo "una prueba" son los ejemplos más comúnmente citados. Las palabras que se derivan de una raíz etimológica común (aproximadamente  *klao’ ), y los caracteres difieren solo en la modificación de una parte.

## Clasificaciones modernas
El liushu ha sido el esquema estándar de clasificación desde los tiempos de Xu Shen . Generaciones de académicos lo han modificados sin variar su idea original. Tang Lan (唐蘭) (1902–1979) fue el primero en descartar el liushu, ofreciendo su propio  sanshu (三書 "Tres principios de formación de caracteres"), llamado xiangxing (象形 "que representa la forma"), xiangyi (象意 "que representa el significado") y xingsheng (形聲 "que representa el sonido"). Esta clasificación fue criticada más tarde por Chen Mengjia (陳夢家) (1911–1966) y  Qiu Xigui. Ambos, Chen y Qiu ofrecieron sus propios  sanshu.